# 艾瑟河
艾瑟河（荷蘭語：IJse，荷蘭語發音：[ˈɛi̯sə]）是比利时弗拉芒大區弗拉芒布拉班特省的河流，是代勒河的支流，长20千米，发源自苏瓦涅森林，于下艾瑟流入代勒河。